# Prowincja Oxapampa
Prowincja Oxapampa – jedna z trzech prowincji w regionie Pasco. Będąca największą pod względem wielkości powierzchni w tej jednostce administracyjnej.

## Podział prowincji
Prowincja Oxapampa dzieli się na 7 dystryktów:
- Oxapampa
- Chontabamba
- Huancabamba
- Palcazu
- Pozuzo
- Puerto Bermúdez
- Villa Rica